# 城上乡
城上乡，是中华人民共和国江西省吉安市新干县下辖的一个乡镇级行政单位。

## 行政区划
城上乡下辖以下地区：
城上社区、城上村、山坳村、岗上村、丰乐村、竹溪村、大坑村和早市村。